# Communauté rurale de Médina El Hadj
La communauté rurale de Médina El Hadj est une communauté rurale du Sénégal située au centre-sud du pays. 
Elle fait partie de l'arrondissement de Dioulacolon, du département de Kolda et de la région de Kolda.